# سعيد رمزاني
سعيد رمزاني (مواليد 16 أغسطس 1976) هو لاعب كرة قدم إيراني متقاعد، وهو صهر الاعب ناصر حجازي. انضم إلى نادي فولاد خوزستان في عام 2008 بعد أن أمضى ثلاث مواسم في نادي استقلال أهواز.